# وی‌تی‌آر
وی‌تی‌آر (انگلیسی: VTR) شرکت مخابرات شیلیایی است، که در سال ۱۹۲۸ تأسیس شد.